# إيفانا مونتي
إيفانا مونتي (بالإيطالية: Ivana Monti)‏ هي ممثلة إيطالية، ولدت في 20 فبراير 1947 بميلانو في إيطاليا.

## وصلات خارجية
- إيفانا مونتي على موقع IMDb (الإنجليزية)
- إيفانا مونتي على موقع أول موفي (الإنجليزية)
- إيفانا مونتي على موقع قاعدة بيانات الفيلم (الإنجليزية)
- إيفانا مونتي على موقع كينوبويسك (الروسية)